# Thomas Huckle Weller
Thomas Huckle Weller (Ann Arbor, EUA, 1915 - Needham, 2008) fou un bacteriòleg estatunidenc guardonat amb el Premi Nobel de Medicina o Fisiologia l'any 1954.

## Biografia
Va néixer el 15 de juny de 1915 a la ciutat d'Ann Arbor, població situada a l'estat estatunidenc de Michigan. Va estudiar Medicina a la Universitat de Michigan i Harvard, on conegué John Franklin Enders, i posteriorment s'especialitzà en bacteriologia i immunologia.

## Recerca científica
Durant la seva estada a l'Hospital Infantil de Boston, on coincidí amb el seu amic John Franklin Enders i Frederick Chapman Robbins, s'interessà per les resistències bacterianes de la poliomielitis. Els treballs de Weller, Enders i Robbins van millorar les tècniques de cultiu de virus en teixits vius, permetent donar un gran pas en el maneig d'aquests microorganismes, produint-se un avanç en la lluita de malalties d'etiologia vírica.
L'any 1954 els tres metges estatunidencs foren guardonats amb el Premi Nobel de Medicina o Fisiologia pels seus treballs sobre virologia i bacteriologia, en especial sobre la Poliomielitis. Aquests treballs van permetre que altres equips d'investigadors de la Universitat de Pittsburgh, dirigits per Jonas Edward Salk, poguessin obtenir la primera vacuna amb virus morts contra la poliomielitis.
Així mateix Weller aconseguí tractar l'esquistosomosi, malaltia parasitària produïda pel cuc Platyhelminthes, i fou el primer a aïllar el virus de l'herpes i la varicel·la.
Morí el 23 d'agost de 2008 a Needham (Estats Units), a l'edat de 93 anys.